# Gregory Carigiet
Gregory Carigiet (Brigels, 8 marzo 1987) è un ex slittinista svizzero.

## Biografia
Iniziò a competere per la nazionale svizzera nelle varie categorie giovanili nella specialità del singolo, ottenendo quale miglior risultato il quarto posto ai campionati mondiali juniores di Cesana Torinese 2007.
A livello assoluto esordì in Coppa del Mondo nella stagione 2006/07, conquistò il primo ed unico podio della sua carriera il 5 gennaio 2014 nel singolo a Schönau am Königssee (3°), divenendo il secondo svizzero, dopo Stefan Höhener, a riuscire a salire su un podio in una tappa di Coppa. In classifica generale il suo miglior piazzamento fu il nono posto nel 2013/14 sempre nella specialità del singolo.
Partecipò ad una edizione dei Giochi olimpici invernali, a Soči 2014, ed in quella competizione, che fu la sua ultima a livello internazionale, raggiunse il dodicesimo posto nel singolo.
Prese parte altresì a sei edizioni dei campionati mondiali, conseguendo, quale miglior risultato, la tredicesima posizione a Whistler 2013. Nelle rassegne continentali la sua prestazione migliore è stata la dodicesima piazza colta a Paramonovo 2012.

## Palmarès

### Coppa del Mondo
- Miglior piazzamento in classifica generale nel singolo: 9° nel 2013/14.
- 1 podio (nel singolo):
  - 1 terzo posto.